# Gerhard Zachar
Gerhard Zachar  (* 8. Oktober 1945 in Glauchau; † 15. November 1978 bei Kalisz; Polen) war ein deutscher Rockmusiker, Sänger, Bandleader und Komponist. Er war Leiter der Bands Dresden-Sextett und Lift.

## Leben
Als 15-Jähriger spielte Gerhard Zachar in Amateurbands. Er war Autodidakt und beherrschte Saxophon, Gitarre, Piano und Orgel. 1965 schloss Zachar ein Pädagogik-Studium an der Universität Halle ab und spielte anschließend in der Meeraner Band Meridas. 1967 beteiligte er sich mit zwei deutschsprachigen Rocksongs am Schlagerwettbewerb der DDR beteiligte und qualifizierte sich mit Herbstlied für die Endrunde. Gleichzeitig absolvierte er ein Abendstudium an der Musikhochschule Dresden und spielte in der Dresden-Combo.
Als 1969 an der Musikhochschule das Dresden-Sextett gegründet wurde, wechselte er als Pianist in die Band und wurde später deren Leiter. Als Sängerin war Dina Straat dabei. Anfangs spielte die Band liedhafte Beatmusik. Nach mehreren Umbesetzungen nannte sie sich ab 1971 Dresden-Septett und entwickelte sich zu einer Jazzrock-Band. 1972 übernahm Gerhard Zachar den Bass. In der Folgezeit gab es weitere Umbesetzungen. Die meisten Arrangements und Kompositionen der Band stammten von Zachar.
Im Januar 1973 wurde aus dem Dresden-Septett Lift. Anfangs spielte die Band in kaum veränderter Besetzung und orientierte sich weiterhin am Jazzrock. Später wechselte die Besetzung mehrfach (ein Mitglied war Franz Bartzsch). Ende 1973 trennte man sich von den Bläsern. Damit änderte sich auch der musikalische Stil der Band in Richtung Artrock. Der Sound der Band wurde fortan durch Orgel, E-Piano, Synthesizer, Mellotron und mehrstimmigen Gesang geprägt. 1976 holte Zachar mit Michael Heubach einen weiteren Keyboarder in die Band, verzichtete auf Gitarren und spielte zeitweilig mit vier Keyboardern gleichzeitig. Nachdem die Band einige Hits landen konnte und 1977 ihr Debütalbum aufgenommen hatte, erschien 1979 die LP Meeresfahrt.
Auf dieser Platte sind Gerhard Zachar und Henry Pacholski, der 1976 in die Band gekommen war, letztmals zu hören. Am 15. November 1978 verunglückten sie nach Beendigung einer Tournee durch Polen bei einem Autounfall in der Nähe von Kalisz tödlich. Michael Heubach, der am Steuer saß, wurde schwer verletzt. Die Band verarbeitete das traumatische Ereignis in der Ballade Am Abend mancher Tage mit dem Text von Joachim Krause. Mit dem Titel startete die Band ihr Comeback. Mit Meeresfahrt wurde der Grundstein für die spätere Musik von Lift gelegt. Allerdings erreichten alle folgenden Alben nicht annähernd die Qualität dieser Platte. Dieser Umstand ist darauf zurückzuführen, dass Pacholski und Zachar einen außergewöhnlichen Einfluss auf die Band hatten. Diese Schaffensperiode der Band, unter Leitung von Zachar, wurde 1978 mit dem Kunstpreis der DDR gekrönt.
Zachar war seit Oktober 1974 mit Dina Straat verheiratet und hatte eine Tochter.

## Kompositionen
1971
- Sie
- Vo Thi Lin
- Bin verliebt
- Dann bist du da
- Da war schon die Liebe dabei
- Schön ist jeder Tag nur durch dich

1973
- Regentag
- Meine Schulden
- Wind trägt alle Worte fort

1977
- Abendstunde, stille Stunde
- Als du wieder kamst

## Diskografie

### Singles
- Dresden-Sextett: Sie  (Amiga/1971)
- Lift: Skandal  (Amiga/1973)
- Lift: Komm doch einfach mit (Amiga/1974)
- Lift: Es ist vorbei (Amiga/1975)
- Lift: Mein Herz soll ein Wasser sein (Amiga/1977)

### Langspielplatten
- Lift: Lift  (Amiga/1977)
- Lift: Meeresfahrt (Amiga/1979)